# Oteruelo de la Valdoncina
Oteruelo de la Valdoncina es una localidad española, perteneciente al municipio de León, en la provincia de León y la comarca de Tierra de León, en la comunidad autónoma de Castilla y León.
Situada sobre el arroyo de las Fontanillas que vierte sus aguas al río Bernesga.
Los terrenos de Oteruelo de la Valdoncina limitan con los de Trobajo del Camino al norte, León al noreste, Armunia al este, Villacedré al sureste, Ribaseca al sur, Santovenia de la Valdoncina, Quintana de Raneros y Fresno del Camino al suroeste y La Virgen del Camino al oeste.
Perteneció a la antigua Hermandad de Valdoncina.

## Demografía
| Gráfica de evolución demográfica de Oteruelo de la Valdoncina entre 2000 y 2020                           |
| |
| Población de derecho (1900-1991) o población residente (2001-2020) según los censos de población del INE. |